# Onthophagus foliiceps
Onthophagus foliiceps är en skalbaggsart som beskrevs av Max Quedenfeldt 1884. Onthophagus foliiceps ingår i släktet Onthophagus och familjen bladhorningar. Inga underarter finns listade i Catalogue of Life.